# Очки здоровья

Шкала здоровья — один из вариантов визуального представления очков здоровья в компьютерных играх

Очки здоровья, либо очки жизни или пункты здоровья (англ. health points либо hit points; сокращённо HP, в русской версии ПЗ или ОЗ), — величина в ролевых и компьютерных играх, определяющая максимальное количество урона, которое может получить объект. Если текущее количество очков здоровья достигает нуля, то объект погибает, либо теряет сознание. Таким объектом могут быть управляемый игроком персонаж, противники, либо боссы. Также очками здоровья в играх могут обладать разрушаемые части игровой карты, предметы, транспортные средства, боевые машины и их отдельные части. 
В компьютерных играх очки здоровья могут быть представлены множеством различных способов: дробью вида 50/100 (где числитель показывает текущее значение, а знаменатель — максимальное количество очков здоровья), визуально, с помощью шкалы здоровья (англ. health bar) и небольших иконок, например в виде сердечек, акустически и др.

## История
Термин hit points впервые был введён Дэйвом Арнесоном, соавтором настольной ролевой игры Dungeons & Dragons. Начав разрабатывать её вместе с Гэри Гайгэксом на основе правил игры Chainmail, он заметил, что игрокам интереснее управлять небольшими отрядами, нежели крупной армией. Это также позволяло им отыгрывать роль каждого из членов отряда. Однако у такого подхода был один недостаток: по правилам Chainmail, во время каждого сражения игрок кидает кубики, и, согласно выпавшему числу, персонаж либо убивает монстра, либо умирает сам. Игроки не хотели терять персонажей, к которым они успевали привыкнуть. Тогда Арнесон решил создать систему hit points, взяв за основу похожую механику, использованную им ранее в Don't Give Up the Ship! и Ironclads. Согласно данной системе, каждый персонаж имел определённое число, уменьшавшееся с каждым ударом по нему. Это позволяло ему пережить несколько ударов монстра.
Одними из первых компьютерных игр, использовавших очки здоровья, стали выпущенная в 1980 году Rogue, в которой они были представлены дробью вида 5(12), и Dungeons of Daggorath, выпущенная компанией Tandy Corporation в 1982 году для TRS-80 Color Computer. В Dungeons of Daggorath игрок мог слышать сердцебиение персонажа, что позволяло определить его физическое состояние. Одной из первых игр, использовавших графический индикатор для очков здоровья, является Punch-Out!!, выпущенная Nintendo в 1983 году для аркадных автоматов. В ней была шкала «выносливости», которая пополнялась каждый раз, когда игрок успешно ударял оппонента, и убавлялась, если игрок не успевал увернуться от удара противника. Если шкала достигала минимальной отметки, то управляемый игроком персонаж терял сознание. Однако первыми играми, популяризировавшими использование шкалы здоровья, считаются Dragon Buster, выпущенная компанией Namco для аркадных автоматов в 1984 году, и Gemstone Warrior, выпущенная SSI в том же году для домашних компьютеров. До введения очков здоровья игры использовали систему жизней — игрок мог получить урон только один раз, но имел возможность продолжить игру, каждый раз тратя на это одну жизнь. Введение шкалы здоровья позволило дать игрокам право на ошибку, а разработчикам — возможность регулировать сложность врагов, изменяя урон, наносимый ими.

## Игровая механика

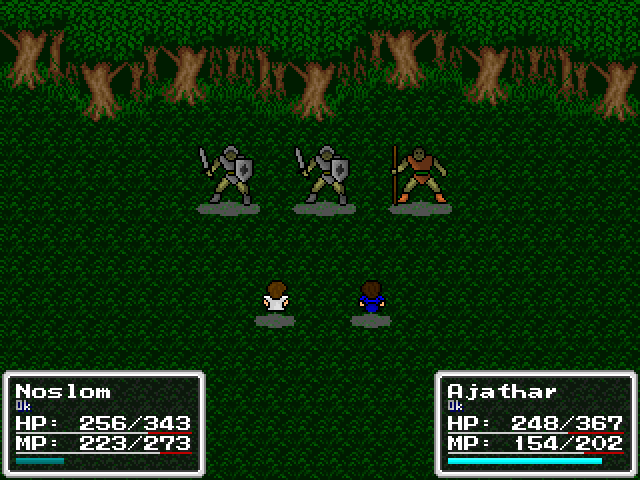
Скриншот компьютерной ролевой игры KQ. У двух персонажей, управляемых игроком, есть видимые шкалы здоровья, в то время как очки здоровья противников скрыты

В компьютерных играх, как и в настольных ролевых играх, объект обычно теряет очки здоровья в результате атаки по нему. Очки защиты или броня помогают ему уменьшить получаемый урон. Персонажи, выступающие в роли танков, обычно имеют большее количество очков здоровья и брони. Во многих играх, в частности компьютерных ролевых играх, игрок начинает с небольшим количеством очков здоровья и защиты, но может их повысить, набрав нужное количество очков опыта и подняв уровень персонажа.
С точки зрения геймдизайна считается важным явно показывать, что персонаж игрока (либо иной объект, которым он управляет) теряет очки здоровья. Например, геймдизайнер God of War, Darksiders и Maximo: Ghosts to Glory Скотт Роджерс в своей книге «Level Up!: The Guide to Great Video Game Design» пишет:
Потеря здоровья должна быть очевидной, поскольку с каждым ударом игрок приближается к потере его жизни.
Оригинальный текст (англ.)Health should deplete in a very obvious manner, because with every hit the player is closer to losing their life.
В качестве примеров визуализации потери здоровья он приводит персонажа игры Ghosts’n Goblins, который после одного удара по нему теряет броню, а также машины в серии игр Grand Theft Auto, у которых после удара из капота начинает идти дым.
Использование очков здоровья позволяет упростить процесс разработки игры (поскольку разработчикам не нужно создавать сложные системы повреждений), позволяет компьютерам упростить расчёты, связанные с игрой, а также упрощает понимание игры игроком. Однако подобные сложные и более реалистичные системы повреждений используются в ряде игр. Так в Dwarf Fortress вместо очков здоровья у дварфов есть отдельные части тела, каждая из которых может быть повреждена. Игры серии Fallout используют очки здоровья, но позволяют персонажам наносить урон в различные части тела противника, что влияет на геймплей. Например, при повреждении ноги персонаж может получить перелом, что уменьшит его скорость передвижения, а при повреждении руки персонаж может уронить своё оружие.
Очки здоровья могут быть элементом сюжета. В Assassin’s Creed если главный герой получает слишком много урона, отходя от «правильного» варианта прохождения, то игра заканчивается, возвращая его к ближайшей контрольной точке.
В некоторых играх, например, в играх серий The Legend of Zelda и Monster Hunter, игрок может видеть лишь свои очки здоровья. Это сделано для того, чтобы игрок не знал, сколько ударов ему ещё необходимо нанести, что делает игру более непредсказуемой. В ряде других игр, таких как файтинги серии Street Fighter, напротив, игрок может чётко видеть как свои очки здоровья, так и очки противника, что позволяет ему понять, насколько успешна его стратегия боя и сколько ударов по противнику ему осталось нанести.

### Регенерация
Зачастую игрок может восстановить очки здоровья управляемого им персонажа, используя различные предметы, такие как зелья, аптечки, свитки и др. В компьютерных ролевых играх игрок может также восстановить очки здоровья персонажа, посетив доктора, либо отдохнув в таверне. В ряде игр также используется механика, называемая life steal или life leech. Она позволяет персонажу восстановить здоровье, нанося противнику урон. Среди игр, использующих данную механику, игры жанра MOBA Dota 2 и League of Legends, Action/RPG-игры серии Diablo и Path of Exile, платформер Rogue Legacy, игра жанра hack and slash God of War: Ascension, а также более ранние игры, в числе которых файтинг Punch-Out!!. Способы восполнения очков здоровья отличаются друг от друга и зависят от жанра игры. В более динамичных action-играх важно быстро восстановить здоровье персонажа, в то время как в ролевых играх важен реализм, поэтому в них здоровье восстанавливается медленнее.
Ряд игр используют систему регенерации, которая автоматически восполняет очки здоровья, если персонаж не получает урона. Это позволяет облегчить игру, дав возможность восстановить здоровье персонажа после трудной битвы. Однако у данной системы есть недостаток: она может сделать игру слишком лёгкой, позволяя игроку безопасно пробегать через опасные части игры без каких-либо последствий. Также введение регенерации привело к изменению дизайна уровней игр и использованию новых игровых механик. Разработчики стали добавлять различные укрытия, которые позволяют персонажу спрятаться за ними и восстановить очки здоровья.
Впервые регенерация появилась в играх жанра Action/RPG. Первыми примерами игр, использовавших данную механику, стали Hydlide и серия Ys. В них очки здоровья персонажа восстанавливаются тогда, когда он не двигается. В качестве игры, популяризировавшей использование регенерации в шутерах от первого лица, называется Halo: Combat Evolved. Однако, по словам Джеффа Данна (англ. Jeff Dunn) с сайта GamesRadar, регенерация в её нынешнем виде была введена в игре The Getaway, а в Halo: Combat Evolved использовалась только регенерация защитных щитов.

## Способы представления

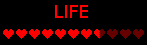
Индикатор очков здоровья на основе иконок в виде сердечек, использованный в игре The Legend of Zelda

Индикатор очков здоровья может быть представлен различными способами. Основными являются дробь вида 50/100, шкала здоровья, а также различные иконки, в частности, в виде сердец или щитов.
Индикатор может быть объединён с другими элементами интерфейса игры. В Doom в качестве такого индикатора используется портрет персонажа, расположенный в нижней части экрана. Если герой получает урон, то его лицо покрывается кровью. Индикатор очков здоровья также может быть частью персонажа. В Dead Space он расположен на костюме главного героя. В игре Jurassic Park: Trespasser он представлен в виде татуировки на груди главной героини, которая тускнеет и выцветает при получении урона.
Состояние персонажа может быть передано с помощью звука. Так в Dungeons of Daggorath игрок слышит сердцебиение персонажа, частота которого зависит от полученных повреждений. Silent Hill также использует подобную систему, однако передаёт сердцебиение через вибрацию контроллера.
Индикатор очков здоровья главного героя часто занимает основное место в интерфейсе игры. В игре The Legend of Zelda он занимает третью часть всего интерфейса. В то же время ряд игр обходятся без подобного индикатора. Так, в игре Super Mario Bros. 3 главный герой изначально имеет только одно очко здоровья и для отображения количества очков здоровья в игре используется внешний вид персонажа: если Марио находит волшебный гриб, то он получает дополнительное очко здоровья и вырастает.
В ряде шутеров от первого лица, например в играх серий Call of Duty и Halo, числовое значение очков здоровья главного героя скрыто от игрока. Однако при получении большого количества урона игра окрашивает экран (либо часть экрана, со стороны которой был получен урон) в красный цвет, либо рисует капли крови на нём, что должно имитировать эффект от получения травм в реальном мире. По мере восстановления здоровья данные эффекты постепенно исчезают.